# Fruits pectoraux
Les fruits pectoraux sont un remède pectoral à base de fruits employés ensemble en décoction soit pure, soit mélangée à du lait, soit en pâte. Ces fruits utilisés sont au nombre de quatre : la datte, la figue, le jujube et le raisin de Corinthe. En 1834, on préparait une tisane de fruits pectoraux destinée aux enfants pour soigner les affections des voies respiratoires comme la toux.